# 1777
| [ Edytuj tabelę ]                  | |
| Król Polski                        | - 1764 Stanisław August Poniatowski 1795 |
| Emir Afganistanu                   | - 1772 Timur Szah Durrani 1793 |
| Współksiążęta Andory               | - 1771 Joaquín de Santiyán y Valdivielso 1779 - 1774 Ludwik XVI 1792                                                                                                  |
| Elektor Bawarii                    | - 1745 Maksymilian III Józef 1777 - 1777 Karol Teodor 1799 |
| Sułtan Brunei                      | - 1762 Omar Ali Saifuddin I 1795 |
| Cesarz Chin                        | - 1735 Qianlong 1796 |
| Król Czech                         | - 1743 Maria Teresa 1780 |
| Król Danii                         | - 1766 Chrystian VII 1808 |
| Dalajlama                          | - 1758 Jamphel Gjaco 1804 |
| Król Francji                       | - 1774 Ludwik XVI 1792 |
| Król Gruzji                        | - 1762 Herakliusz II 1798 |
| Król Hiszpanii                     | - 1759 Karol III 1788 |
| Landgraf Hesji-Kassel              | - 1760 Fryderyk II Heski 1785 |
| Stadhouder Holandii                | - 1751 Wilhelm V Orański 1795 |
| Szach Iranu                        | - 1750 Karim Chan 1779 |
| Państwo Wielkich Mogołów           | - 1759 Shah Alam II 1806 |
| Król Irlandii                      | - 1760 Jerzy III Hanowerski 1820 |
| Cesarz Japonii                     | - 1770 Go-Momozono 1779 |
| Kalif                              | - 1773 Abdülhamid I 1789 |
| Prezydent Kongresu Kontynentalnego | - 1776 John Hancock 1777 - 1777 Henry Laurens 1778 |
| Patriarcha Konstantynopola         | - 1774 Sofroniusz II 1780 |
| Władca Korei                       | - 1776 Chŏngjo 1800 |
| Książę Kurlandii i Semigalii       | - 1769 Piotr Biron 1795 |
| Emir Kuwejtu                       | - 1762 Abd Allah I 1814 |
| Książę Liechtensteinu              | - 1772 Franciszek Józef I 1781 |
| Sułtan Maroka                      | - 1757 Muhammad III 1790 |
| Książę Monako                      | - 1733 Honoriusz III 1793 |
| Król Nawarry                       | - 1774 Ludwik XVI 1791 |
| Król Nepalu                        | - 1775 Sinha Pratap 1777 - 1777 Rana Bahadur 1799 |
| Król Norwegii                      | - 1766 Chrystian VII 1784 |
| Sułtan Omanu                       | - 1749 Ahmad ibn Sa’id 1783 |
| Elektor Palatynatu                 | - 1742 Karol IV Teodor 1799 |
| Papież                             | - 1775 Pius VI 1799 |
| Książę Parmy i Piacenzy            | - 1765 Ferdynand 1802 |
| Król Portugalii                    | - 1750 Józef 1777 - 1777 Maria I 1816 - 1777 Piotr III (król iure uxoris) 1786                                                                                        |
| Król Prus                          | - 1772 Fryderyk II Wielki 1786 |
| Car Rosji                          | - 1762 Katarzyna II Wielka 1796 |
| Cesarz Rzymski (niemiecki)         | - 1765 Józef II Habsburg 1790 |
| Kapitanowie Regenci San Marino     | - 1776 Francesco Onofri Francesco di Livio Casali 1777 - 1777 Costantino Bonelli Francesco Moracci 1777 - 1777 Pier Antonio Leonardelli Giovanni Antonio Malpeli 1778 |
| Elektor Saksonii                   | - 1763 Fryderyk August III 1806 |
| Król Sardynii                      | - 1773 Wiktor Amadeusz III 1796 |
| Król Szwecji                       | - 1771 Gustaw III 1792 |
| Król Tajlandii                     | - 1769 Taksin 1782 |
| Sułtan Turków                      | - 1774 Abdülhamid I 1789 |
| Doża Wenecji                       | - 1763 Alvise Giovanni Mocenigo 1779 |
| Król Węgier                        | - 1740 Maria Teresa 1780 |
| Monarcha Wielkiej Brytanii         | - 1760 Jerzy III 1820 |
| Premier Wielkiej Brytanii          | - 1770 Lord North 1782 |

Rok 1777 / MDCCLXXVII
stulecia: XVII wiek ~
XVIII wiek ~
XIX wiek

lata: 1767 «
1772 «
1773 «
1774 «
1775 «
1776 «
1777
» 1778
» 1779
» 1780
» 1781
» 1782
» 1787

## Wydarzenia na świecie
- 3 stycznia – wojna o niepodległość USA: Amerykanie pokonali Brytyjczyków w bitwie pod Princeton.
- 15 stycznia – powstała niepodległa Republika Vermontu.
- 24 lutego – Piotr III i Maria I wstąpili na tron Portugalii.
- 13 kwietnia:
  - wojna o niepodległość Stanów Zjednoczonych: zwycięstwo brytyjskie w bitwie pod Bound Brook.
  - Salamon II został cesarzem Etiopii.
- 26 kwietnia – od uderzenia pioruna zapalił się i spłonął kościół św. Mikołaja w Elblągu (dziś katedra).
- 13 czerwca – do Jarosławia, po spłonięciu ich dotychczasowego klasztoru w Bochni, przybyli dominikanie.
- 14 czerwca – Kongres Kontynentalny uznał Stars and Stripes za oficjalną flagę Stanów Zjednoczonych.
- 2 lipca – Vermont jako pierwszy amerykański stan zniósł niewolnictwo.
- 6 lipca – wojna o niepodległość USA: zakończyła się bitwa o Fort Ticonderoga.
- 23 lipca – Kazimierz Pułaski wylądował w Ameryce.
- 6 sierpnia – wojna o niepodległość USA: zwycięstwo Brytyjczyków w bitwie pod Oriskany.
- 3 września – na Cooch's Bridge w Maryland po raz pierwszy wywieszono flagę USA.
- 11 września – wojna o niepodległość USA: podczas bitwy pod Brandywine Kazimierz Pułaski uratował życie Jerzemu Waszyngtonowi.
- 15 września – wojna o niepodległość USA: Kongres Kontynentalny mianował Kazimierza Pułaskiego dowódcą amerykańskich lekkich dragonów w randze jenerała brygady. Jerzy Waszyngton ogłosił to w swoim rozkazie z dnia 21 września 1777 r.[1]
- 17 września – wojna o niepodległość USA: rozpoczęła się bitwa pod Saratogą.
- 4 października – wojna o niepodległość USA: zwycięstwo Brytyjczyków w bitwie pod Germantown.
- 8 października – wojna o niepodległość USA: bitwa pod Saratogą między wojskami brytyjskimi i amerykańskimi, zakończona zwycięstwem Amerykanów. Korpus brytyjski skapitulował 17 października.
- 15 listopada – York, Pensylwania: Kongres Kontynentalny przyjął Artykuły konfederacji i wieczystej unii.
- 29 listopada – Hiszpanie założyli San Jose w Kalifornii (jako El Pueblo de San José de Guadalupe).
- 17 grudnia – Francja uznała niepodległość Stanów Zjednoczonych Ameryki.
- 19 grudnia – Armia Kontynentalna pod wodzą Waszyngtona rozpoczęła zimowanie w Valley Forge.
- 24 grudnia – James Cook odkrył Wyspę Bożego Narodzenia.

- Antoine Lavoisier zaliczył siarkę do pierwiastków.
- W Krakowie Hugo Kołłątaj, wydelegowany przez Komisję Edukacji Narodowej do przeprowadzenia reformy Szkół Nowodworskich, ogłosił nowe zasady nauczania.
- Suchowola otrzymała prawa miejskie.

## Urodzili się
- 15 marca – Józef Sowiński, polski generał, dowódca obrony reduty na Woli w Warszawie (zm. 1831)
- 12 kwietnia - Henry Clay, amerykański polityk, senator ze stanu Kentucky (zm. 1852)
- 15 kwietnia – Jan Nepomucen de Tschiderer, biskup Trydentu, błogosławiony katolicki (zm. 1860)
- 19 kwietnia - Stanisław Broszkowski, polski major, żołnierz Legionów Polskich we Włoszech (zm. 1827)
- 30 kwietnia – Carl Friedrich Gauss, niemiecki matematyk, fizyk, astronom i geodeta (zm. 1855)
- 14 sierpnia – Hans Christian Ørsted, duński fizyk i chemik (zm. 1851)
- 11 września - Felix Grundy, amerykański prawnik, polityk, senator ze stanu Tennessee (zm. 1840)
- 20 września - Franciszek Faygiel, polski duchowny katolicki, prepozyt kapituły przemyskiej i rektor przemyskiego seminarium duchownego (zm. 1836)
- 9 października – Gaspare Bertoni, włoski ksiądz, święty katolicki (zm. 1853)
- 20 listopada – Francis Greenway, australijski architekt (zm. 1837)
- 23 grudnia – Aleksander I, cesarz Rosji i król Polski (zm. 1825)

## Zmarli
- 24 lutego – Józef I Reformator, król Portugalii (ur. 1714)
- 25 września – Johann Heinrich Lambert, matematyk, filozof, fizyk i astronom szwajcarski pochodzenia francuskiego (ur. 1728)
- 12 października – Aleksandr Sumarokow, rosyjski dramaturg i poeta (ur. 1717)

## Święta ruchome
- Tłusty czwartek: 6 lutego
- Ostatki: 11 lutego
- Popielec: 12 lutego
- Niedziela Palmowa: 23 marca
- Wielki Czwartek: 27 marca
- Wielki Piątek: 28 marca
- Wielka Sobota: 29 marca
- Wielkanoc: 30 marca
- Poniedziałek Wielkanocny: 31 marca
- Wniebowstąpienie Pańskie: 8 maja
- Zesłanie Ducha Świętego: 18 maja
- Boże Ciało: 29 maja